# Союз племён Новой Зеландии
Союз племён Новой Зеландии (маори Te W(h)akaminenga o Nga Rangatiratanga o Nga Hapu o Nu Tireni) был конфедерацией племён маори (иви), расположенной на севере Северного острова.

## История
Конфедерация была созвана в 1834 году британским резидентом Джеймсом Басби. Басби был отправлен в Новую Зеландию в 1833 году Министерством по делам колоний, чтобы служить официальным резидентом Великобритании, и стремился создать основу для торговли между маори и европейцами. Главы маори северной части Северного острова договорились встретиться с ним в марте 1834 года. Начали распространяться слухи о том, что французский барон Шарль де Тьерри планировал создать независимое государство в Хокианге. Объединённые племена объявили о своей независимости 28 октября 1835 года с подписанием Декларации независимости. В 1836 году британская корона при короле Вильгельме IV признала Объединённые племена и их флаг. Усилия Басби были слишком успешными: когда острова успокоились, британцы начали рассматривать вопрос об аннексии.
К 1839 году Декларацию объединенных племён подписали 52 человека из северных земель и несколько человек из других частей страны, в частности, Вайкато-Таинуи, Потатау Те Фероферо. В феврале 1840 года ряд вождей объединённых племён собрались в Вайтанги, чтобы подписать договор Вайтанги. Во время мушкетных войн (1807—1842) Нгапухи и другие племена совершали набеги и оккупировали многие части Северного острова, но в конечном итоге вернулись к своему прежнему территориальному статусу, поскольку другие племена приобрели европейское оружие.
С точки зрения Новой Зеландии при правительстве поселенцев, считается, что Конфедерация была ассимилирована в новое образование после подписания Договора Вайтанги; Декларация рассматривается в значительной степени как просто исторический документ. В последнее время возникли вопросы относительно конституционной значимости Декларации.

## Новозеландская кампания по использованию флага объединенных племён
В 1840 году новозеландская рота подняла флаг объединенных племен в их поселении в Порт-Николсоне (Веллингтон),
провозгласив правительство «колониальным советом», который утверждал, что получает свои полномочия от власти, предоставленной местными вождями. Интерпретируя эти действия как «государственную измену», губернатор Уильям Гобсон объявил британский суверенитет над всем Северным островом 21 мая 1840 года and on 23 May declared the council illegal., а 23 мая объявил совет незаконным. Затем он отправил 30 июня 1840 года своего колониального секретаря Уиллоуби Шортленда с 30 солдатами и шестью конными полицейскими в Порт-Николсон, чтобы снести флаг. Шортленд приказал жителям их «нелегальной ассоциации» подчиниться представителям короны.

## Современные события
С октября 2010 года Трибунал Вайтанги начал расследование заявления Нгапухи о том, что их суверенитет не был уступлен при подписании Договора Вайтанги. Трибунал по запросу Те Папарахи о те Раки (Wai 1040) находится в процессе рассмотрения понимания маори и короны двух документов: Хе Факапутанга о Рангатиратанга (Декларации независимости 1835 года) и Те Тирити о Вайтанги (Договора Вайтанги 1840 года).
Многие из используемых аргументов изложены в книге Пола Муна «Те Ара Ки Те Тирити: путь к договору Вайтанги» 2002 года, в которой утверждалось, что подписавшиеся стороны маори не только не намеревались передавать суверенитет, но и в то время британское правительство и Джеймс Басби не хотели его приобретать, и что события и обоснования, приведшие к нынешнему состоянию, были даны позднее.
Предполагается, что слушания продлятся от четырёх до шести лет и могут послужить серьезным прецедентом для всех племенных групп маори, если Трибунал признает суверенитет Нгапухи. Общепринятое толкование Нгапухи Декларации объединённых племен состоит в том, что британское правительство просто признало независимость маори и поставило их под контроль, просто вновь утвердив суверенитет, существовавший с «незапамятных времен».

## Флаг
Идея флага для представления Новой Зеландии впервые возникла, когда новозеландское торговое судно «Сэр Джордж Мюррей» было захвачено в Сиднее за плавание без флага или регистрации в 1830 году. Британские законы о судоходстве применялись в Австралии и постановляли, что каждое судно должно нести официальный сертификат с указанием гражданства судна. Новая Зеландия еще не была британской колонией, поэтому не могла плавать под британским флагом или регистрироваться. Не имея флага для обозначения островов, торговые суда и их грузы могли быть конфискованы.
В то время как властям Нового Южного Уэльса была выдана временная лицензия на судно «Сэр Джордж Мюррей», было ясно, что необходимо постоянное решение. Басби обратился к вождям маори в 1833 году по поводу флага. Басби обратился к Преподобному Уильямсу и Колониальному секретарю Ричарду Бурку в Новом Южном Уэльсе за помощью, и при дополнительных консультациях с лидерами племён было разработано три проекта.
20 марта 1834 года Джеймс Басби и капитан Ламберт из военного корабля «Аллигатор» поставили три образца 25 вождям северных маори в Вайтанги. Голоса распределились как 12-10-3, и был выбран дизайн, теперь широко известный как Флаг объединённых племен. Британские, американские и французские представители были свидетелями церемонии, которая включала в себя салют из 13 орудий «Аллигатора».
Флаг был частично основан на Георгиевском кресте, который уже использовался Церковным миссионерским обществом, с кантом с меньшим красным крестом на синем фоне, сверкающим чёрным, и с белой восьмиконечной звездой в каждой четверти. В официальном описании, опубликованном в Новом Южном Уэльсе в августе 1835 года, не упоминалось о фимбрировании или количестве точек на звёздах. Описание гласило: «Красный Георгиевский крест на белом фоне. В первой четверти красный Георгиевский крест на синем фоне, пронзенный четырьмя белыми звёздами». Эта версия флага фактически служила национальным флагом Новой Зеландии с 1835 года до подписания Договора Вайтанги в феврале 1840 года, хотя флаг Объединённых племён продолжал использоваться в качестве флага Новой Зеландии после заключения Договора, например, флаг на медалях, вручённых солдатам, участвовавшим в войне в Южной Африке (1899—1902 годы).